# Muzeum Regionalne w Szczecinku
Muzeum Regionalne w Szczecinku – muzeum w Szczecinku, założone w roku 1914, jedno z najstarszych muzeów na Pomorzu Zachodnim.

## Historia
Muzeum powstało na bazie wystawy archeologicznej z 1866, którą zorganizował major pruski F. W. Kasiski.
Obiekty zgromadzone na wystawie (ponad 700 sztuk) pochodziły z wykopalisk Kasiskiego z lat 60. XIX wieku prowadzonych na terenie dzisiejszych powiatów człuchowskiego i szczecineckiego. Kolekcja została wywieziona do Berlina i dała początek Muzeum Etnologicznemu (niem. Ethnologisches Museum) w Dahlem.
Z okazji obchodów 600-lecia Szczecinka w 1910 opublikowano prace z zakresu historii miasta i regionu, m.in. Karla Tümpla i E. Willego. Burmistrz K. Sasse, jesienią 1913 roku powołał Towarzystwo Muzealne. W skład stowarzyszenia weszli znani obywatele miasta Szczecinka: m.in. K. Tümpel, E. Wille, landrat (naczelnik powiatu) Ernst von Hertzberg oraz malarz Paul Stubbe. Dzięki towarzystwu muzeum zostało zorganizowane w czerwcu 1914 roku w wieży po kościele św. Mikołaja.
Działalność placówki uniemożliwił jednak wybuch I wojny światowej. Dzięki staraniom Georga Zehma w 1935 muzeum zostało przeniesione do szczecineckiego zamku.
Pod koniec II wojny światowej, w lutym 1945, po przejęciu miasta przez armię radziecką, część kolekcji została wyrzucona przez okno. Niektóre z tych zabytków zostały uratowane przez ss. niepokalanki. Jedna z nich – Maria Krysta – napisała pierwszą po wojnie broszurę poświęconą historii miasta.
Reaktywacji muzeum w Szczecinku podjęli się m.in. Aleksander Stafiński i Anatol Sałaga, którzy zorganizowali Obywatelski Komitet Muzeum Szczecinka i Ziemi Szczecineckiej. W lipcu 1947 przejął wieżę św. Mikołaja jako tymczasową siedzibę muzeum.
We wrześniu 1957 roku Prezydium Miejskiej Rady Narodowej w Szczecinku powołało nowy Komitet Organizacyjny Muzeum. Organizację muzeum wspomógł też szczecinecki oddział Polskiego Towarzystwa Historycznego.
28 lutego 1958, podczas obchodów rocznicy przejęcia Szczecinka przez wojska radzieckie, otwarto Muzeum Ziemi Szczecineckiej. Chwilowo miało się ono mieścić w pokościelnej wieży św. Mikołaja, ale w niedalekiej przyszłości miało zostać przeniesione go zamku.
Obecnie siedzibą muzeum jest budynek przy ul. Szkolnej 1.

## Zbiory
- Zbiory archeologiczne (w tym kamienny posąg słowiańskiego bóstwa, ceramika, biżuteria, narzędzia).[2]
- Zbiory regionalne (malarstwo, rzeźba itd. związane z miastem i regionem).
- Zbiory myśliwskie – ponad 130 obiektów związanych z myślistwem: broń palna i biała, oporządzenie myśliwskie, akcesoria oraz elementy wyposażenia salonów myśliwskich. Najcenniejsze obiekty pochodzą z XVIII wieku.[3]
- Zbiory wyrobów złotniczych.

## Ekspozycje stałe
Muzeum Regionalne w Szczecinku aktualnie prezentuje sześć ekspozycji stałych:
- Z dziejów miasta i regionu – malarstwo, rzeźba, wyroby kowalskie i złotnicze itd. związane z historią miasta od średniowiecza do dziś,
- Sala szlachecka – obiekty kultury materialnej związane ze szlachtą pomorską: rodem Golzów z Siemczyna, Herzbergów z Lotynia, Podewilsów z Krągu,
- Stare srebra – ponad sto przedmiotów wykonanych od XVIII do początku XX wieku w europejskich warsztatach złotniczych,
- Salon myśliwski,
- Szczecinecki garnizon,
- Europejskie warsztaty złotnicze XVIII-XX w.

## Godziny otwarcia
Wtorek, środa, piątek 10:00–16:00, czwartek 10:00–18:00, sobota, niedziela: godz. 10:00–14:00. Piątek jest dniem bezpłatnych wizyt w muzeum.
W poniedziałki muzeum jest nieczynne dla zwiedzających.